# Rhododendron ponticum
Espèce
Rhododendron ponticum, le Rhododendron pontique, est une plante à fleurs de la famille des Éricacées et du genre Rhododendron. Elle est originaire d'Europe méditerranéenne et d'Asie du sud-ouest. 
Elle est connue pour être devenue envahissante dans le Nord-Ouest de l’Europe, notamment en France, Belgique, Pays-Bas et en Grande-Bretagne.

## Terminologie
Son nom vient du grec, avec la racine rhodo, qui signifie « rose » et dendron, qui signifie « arbre ». Le mot pontique est un terme qui désigne tout ce qui se rapporte aux abords de la mer Noire (une de ses régions d’origine), ce nom a été proposé par Carl von Linné.  
Cette plante possède plusieurs noms vernaculaires (rhododendron des parcs, rhododendron pontique, rhododendron de la mer Noire) ; elle est parfois simplement appelée rhododendron. 

## Description morphologique

### Appareil végétatif
Le Rhododendron ponticum est une plante pérenne. Il forme des arbustes qui vont jusqu'à 8 m de haut. Ses feuilles sont simples, persistantes et dépassent les 6 cm. Ses bourgeons terminaux sont ovoïdes et écailleux, alors que ses bourgeons axillaires sont fusiformes.

### Appareil reproducteur
Il forme des inflorescences corymbiformes d’une quinzaine de fleurs. Ces fleurs sont campanulées et font environ 5 cm de diamètre. Leur couleur varie du rose au violet en passant par le pourpre.
Les fleurs présentent une symétrie légèrement bilatérale et peuvent être décrites par la formule florale suivante : * S5 P(5) A 10  G(5)[réf. nécessaire].

### Fruits et graines
Le Rhododendron ponticum produit des fruits secs en forme de capsules ligneuses constituées de plusieurs ovaires et qui contiennent des milliers de petites graines.

## Sous-espèces
On distingue deux sous-espèces, :
- Rhododendron ponticum ssp. baeticum :  il provient de la péninsule Ibérique (sud-ouest de l’Espagne et sud du Portugal) et possède des pédoncules floraux poilus et des feuilles longues de 6 à 12 cm ;
- Rhododendron ponticum ssp. ponticum : il provient des rives de la mer Noire (Turquie) et possède des pédoncules floraux glabres et des feuilles longues de 12 à 18 cm.

Il est aussi à noter que cette espèce forme dans les pays qu’elle a colonisé une population hétérogène d’hybrides. En effet, elle est capable de s’hybrider avec d'autres membres de la section pontica[réf. nécessaire]. L’ensemble de ces hybrides est baptisé Rhododendron x superponticum.

## Écologie

### Région d’origine
Originaire des rives Sud et Est de la mer Noire, la sous-espèce Rhododendron ponticum ssp. ponticum y est à présent menacée.
La sous-espèce baeticum fait l’objet de réintroduction dans son milieu d’origine au Portugal afin de maintenir ses populations sauvages.

### Répartition et habitat
Rhododendron ponticum a été introduit en Grande-Bretagne à la fin du XVIIIe siècle comme plante décorative. Il s’est ensuite propagé à d’autres pays avoisinants (France, Belgique, Pays-Bas, Irlande).

### Climat
Ce rhododendron s’accommode bien des endroits ombragés (même fortement). Il a tendance à s’installer dans les bruyères, les forêts acidophiles, les prairies, les dunes… Il supporte de larges variations de température (de -17 à 26 °C),. L’espèce a une prédilection pour les zones de climats humides aux hivers doux.

### Sol
Cette plante apprécie les sols acides (pH entre 4 et 6), humides et sableux, mais elle peut s'accommoder d’un sol neutre, voir légèrement basique. Toutefois, elle ne supporte pas la sécheresse, surtout quand la plante est jeune.

## Cycle de vie et reproduction

### Germination
La germination nécessite des conditions partielles de luminosité et des températures comprises ente 10 et 15 °C. Les jeunes plants se développeront difficilement dans des milieux forestiers à canopée dense et fermée. Par contre, ils s’implanteront facilement dans des sols nus, recouverts de bryophytes qui maintiennent un certain degré d’humidité.
La production de graines est très importante. Chaque fleur peut produire entre 3 000 et 7 000 petites graines très légères qui sont transportées par l’eau et le vent et peuvent se disperser dans un rayon qui peut atteindre 100 mètres autour de la plante mère. La durée de vie des graines est inférieure à une année .

### Floraison

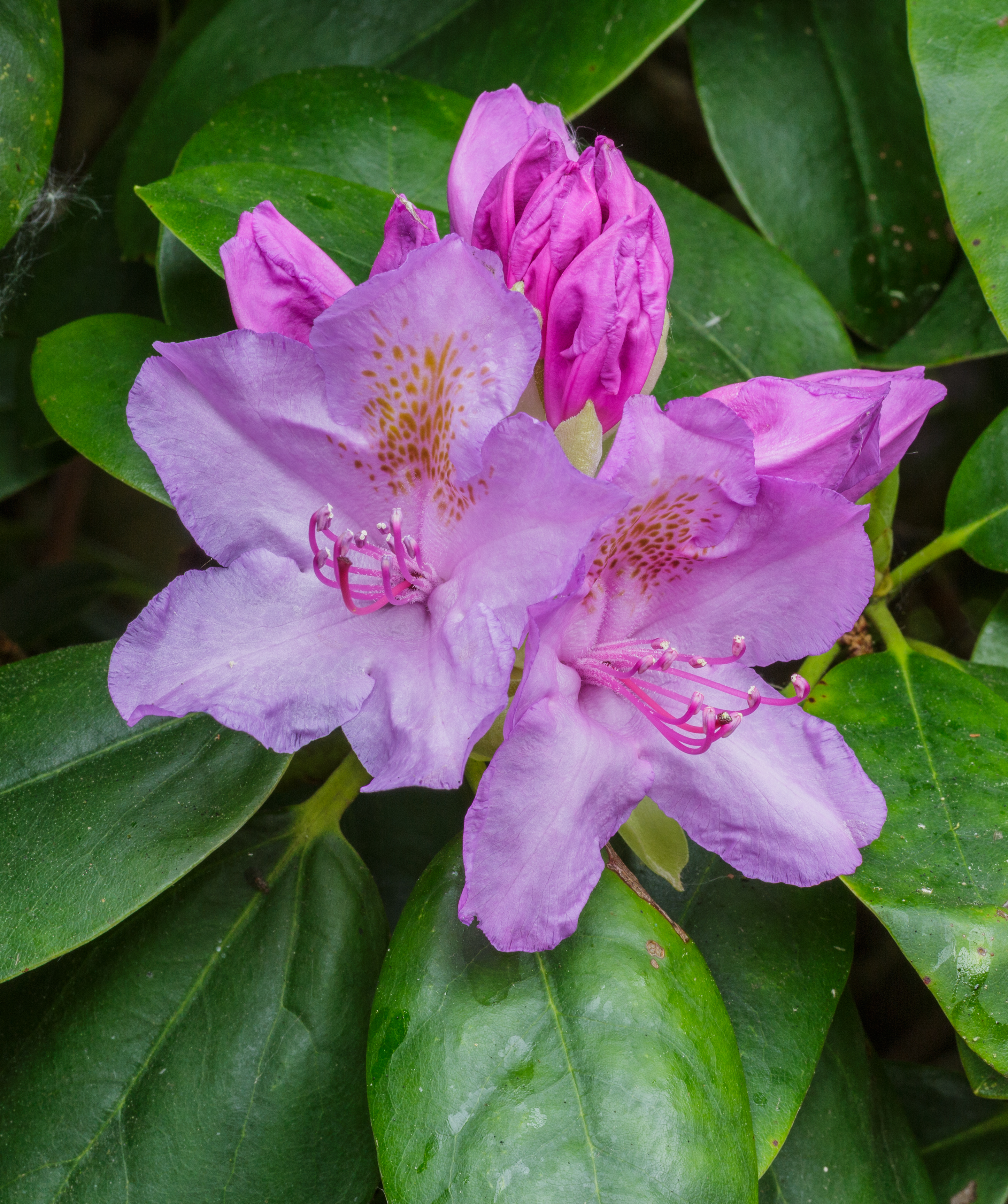
Détail des fleurs

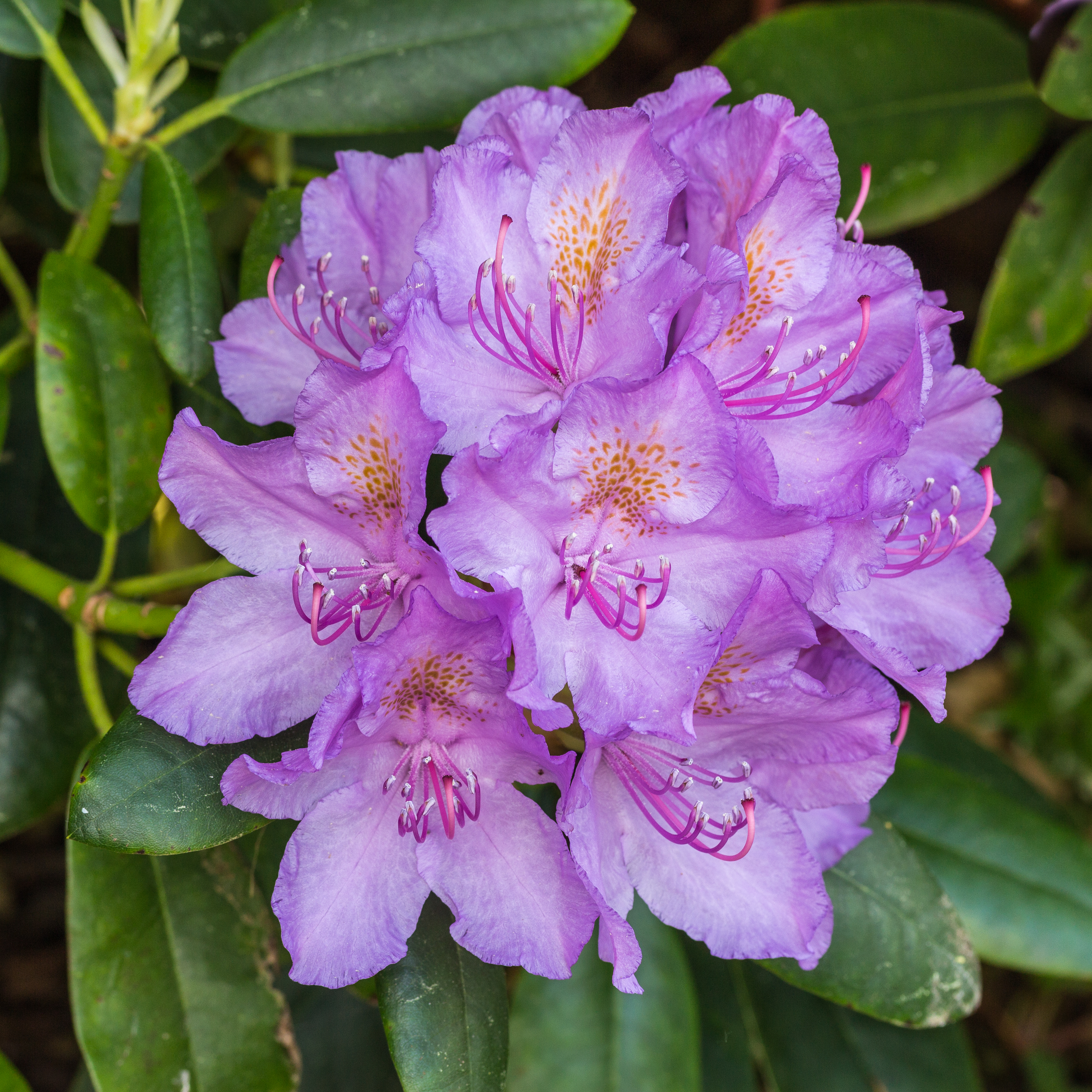
Autres détails des fleurs.

La floraison se produit au printemps (avril-mai) et peut s’étaler jusqu’à la fin de l’été en fonction du climat. La première floraison ne se produit que lorsque la plante a atteint l’âge de 10 à 12 ans.

### Pollinisation
La pollinisation s’effectue par entomogamie. L’inflorescence très colorée attire de nombreux insectes, parmi lesquels les bourdons apparaissent comme les pollinisateurs principaux. Cette faible spécialisation de la pollinisation a constitué un avantage dans la colonisation de nouvelle aires géographiques.

### Reproduction végétative
Le Rhododendron ponticum peut également aussi se propager par multiplication végétative par marcottage : les branches se replantent d’elles-mêmes dans le sol, forment des racines et donnent ainsi naissance à une nouvelle plante.

### Interactions biologiques
Le Rhododendron ponticum est une plante hôte de certains lépidoptères - Amphipyra berbera et Cricula andrei - et de plusieurs hémiptères : Neodicyphus rhododendri, Stephanitis rhododendri, Masonaphis azaleae, Masonaphis lambersi, Bemisia hancocki.

## Impact de la plante hors de son aire d’origine
Elle tend à former des zones très densément peuplées, qui ne laissent filtrer quasiment aucune lumière et empêchent les espèces natives de se développer. De ce fait, elle tend à appauvrir la diversité des herbacées et des mousses en bloquant leur accès à la lumière. De la même manière, elle empêche aussi les arbrisseaux de pousser. De ce fait, quand les derniers arbres meurent, elle reste la seule espèce encore présente. Elle est peu consommée par les herbivores et difficilement attaquée par les micro-organismes.
Elle pourrait être un vecteur important de deux champignons pathogènes pour les forêts de conifères et d’arbres à feuilles caduques : Heterobasidion annosum et Phytophthora spp.,.

## Toxicité
Les différentes parties de la plante (fleurs, fruits, feuilles, nectar) sont toxiques. Le miel produit à partir de fleurs de Rhododendron pontique appelé « miel fou » peut également s’avérer toxique. La molécule responsable de la toxicité est un hétéroside : l’andromédotoxine (également appelé grayanotoxine). Elle agit de façon assez similaire au curare et provoque des troubles digestifs (vomissements et diarrhée), cardiovasculaires et nerveux. La toxicité de la plante est avérée chez différentes espèces animales (bovins, ovins, caprins, chevaux et chiens) et peut entraîner la mort.
Des cas d’intoxication ont été décrits depuis l’Antiquité. Xénophon (en 400 av. J.-C.) relate l’empoisonnement de soldats grecs. Pline l’Ancien fait mention d’une aventure similaire survenue aux troupes de Pompée. Les cas contemporains d’intoxication sont principalement répertoriés en Turquie, sur la côte Est de la Mer Noire, principalement par des hommes de plus de 50 ans qui pensent que le miel à des vertus aphrodisiaque. Un cas d’intoxication collective s’est aussi produit sur l’île de la Réunion en 2008[réf. souhaitée]. 

## Méthodes de lutte
En raison de ses capacités de colonisation rapide, le Rhododendron ponticum s’est largement répandu dans les îles Britanniques - et plus fortement en Irlande - où il est devenu une espèce invasive et constitue désormais un enjeu important pour la sauvegarde de la biodiversité. En France, il constitue une espèce invasive avérée. Différentes méthodes de contrôle et d’éradication des populations de Rhododendron ponticum ont été expérimentées. La plus efficace semble être la coupe associée à la pulvérisation d’un herbicide de type glyphosate.

## Utilisation
En Turquie, la tradition prête à la plante des vertus thérapeutiques. Les feuilles et les tiges sont utilisées comme diurétique. La sève extraite des tiges présenterait des propriétés antifongiques et anti-inflammatoires.

## Aspects économiques
Le Rhododendron ponticum et ses hybrides sont très appréciées pour leur floraison très colorée et abondante. Leurs qualités ornementales en font des plantes décoratives très prisées en pépinières.